# Holocneminus piritarsis
Espèce
Synonymes
- Holocneminus maculatus Marples, 1955

Holocneminus piritarsis est une espèce d'araignées aranéomorphes de la famille des Pholcidae.

## Distribution
Cette espèce se rencontre en Polynésie française aux îles Australes et aux îles Marquises, aux Îles Pitcairn sur Henderson, aux Samoa et aux Îles Marshall.

## Description
La femelle holotype mesure 3 mm.

## Systématique et taxinomie
Cette espèce a été décrite par Berland en 1942.
Holocneminus maculatus a été placée en synonymie par Benton et Lehtinen en 1995.

## Publication originale
- Berland, 1942 : « Polynesian spiders. » Occasional papers of Bernice P. Bishop Museum, vol. 17, no 1, p. 1-24 texte intégral).